# Cristoforo Cattaneo
Cristoforo Cattaneo (* 14. Mai 1823 in Vira; † 13. Mai 1898 ebenda; heimatberechtigt in Vira) war ein Schweizer Rechtsanwalt sowie Tessiner Politiker, der dem Grossen Rat und dem Staatsrat angehörte.

## Biografie
Cristoforo Cattaneo war ein Sohn des Giovanni Andrea. Er promovierte zum Doktor in Rechtswissenschaften und war anschliessend als Rechtsanwalt und Notar tätig. Er war Gemeindesekretär von Vira. Er heiratete Gioconda Porta.
Als Politiker war er ein führender Vertreter der Konservativen Partei. Seine politische Laufbahn begann er 1852 als Abgeordneter im Grossen Rat (Legislative), wo er zunächst bis 1855 und erneut von 1862 bis 1872 und von 1881 bis 1885 sass. Von 1871 bis 1877 war er Mitglied des Staatsrats (Exekutive). Von 1878 bis 1880 war er Regierungskommissar für den Bezirk Locarno.
Cattaneo war auch Mitarbeiter der konservativen Tessiner Zeitung Il Patriota del Ticino. 